# 특수 효과
특수 효과(特殊效果, 영어: special effects, SFX, SPFX, FX)는 영화, 텔레비전, 엔터테인먼트 산업에서 어떠한 이야기 안의 영상화된 사건을 시뮬레이트하는 데 쓰이는 효과를 말한다. 현대의 영화에서 특수 효과는 장면 안의 물체를 제거하거나 추가하거나 강화함으로써 이전의 영화 요소를 변경하는 데 주로 사용한다. 특수 효과는 예산을 많이 들이는 영화에 흔히 쓰이지만 애니메이션과 합성 소프트웨어를 통해 아마추어 영화 제작자들도 전문가급의 효과를 만들고 다룰 수 있게 되었다.
특수 효과는 전통적으로 장면 효과와 기계적 효과로 나뉜다. 최근 들어 특수 효과와 시각 효과(VFX)의 차이가 두드러졌으며, 시각 효과는 광학 효과와 후반 작업을 일컫는 반면, 특수 효과는 기계적 효과를 일컫는다.
광학 효과는 영상이나 영화 프레임을 만들어 처리하는 기술이다. 광학 효과는 사진과 같이 만들어지며, 배우를 다른 배경 뒤에 삽입하거나 동물이 말하는 것처럼 말하는 효과를 낼 수 있다.
기계적 효과는 보통 라이브 액션을 촬영하는 동안 이루어진다. 자동차가 스스로 운전한다든지 배우가 괴물같이 보이게 한다든지 등의 효과를 낼 수 있다.
1990년대 이후로, CGI가 본격적으로 특수 효과 기술로 들어오게 되었다. CGI는 영화 제작자에게 더 나은 제어권을 제공하며, 낮은 비용으로 더 안전하고 신뢰감 있는 효과를 만들어낼 수 있게 한다. 그 결과, 수많은 광학 효과와 기계적 효과 기술은 CGI에 압도당하게 되었다.

## 같이 보기
- 디지털 합성
- CGI
- 미니어처 효과
- 공상과학

## 참조
- Cinefex 잡지
- American Cinematographer magazine
- Special Effects: The History and Technique by Richard Rickitt
- Movie Magic: The History of Special Effects in the Cinema by John Brosnan (1974)
- Techniques of Special Effects Cinematography by Raymond Fielding (For many years, the standard technical reference. Current edition 1985)
- Special Effects: Titanic and Beyond The online companion site to the NOVA documentary (especially notable are the timeline and glossary)
- T. Porter and T. Duff, "Compositing Digital Images", Proceedings of SIGGRAPH '84, 18 (1984).
- The Art and Science of Digital Compositing (ISBN 0-12-133960-2)
- McClean, Shilo T. (2007). 《Digital Storytelling: The Narrative Power of Visual Effects in Film》. The MIT Press. ISBN 0-262-13465-9.